# كأس الكاريبي
كأس الكاريبي Caribbean Cup هي بطولة كرة قدم تنظم كل عامين أو عام بين منتخبات اتحاد كرة القدم الكاريبي. نظمت لأول مرة في 1989. فازت ترينيداد وتوباغو بلقب البطولة ثماني مرات وجامايكا ستة مرات. في عام 1990 حدث تمرد في ترينيداد وتوباغو (الدولة المستضيفة) مما أدى إلى إيقاف البطولة عند المباراة النهائية، أيضا لم تقم البطولة في 2000 و 2002 و 2003.

## البطولات
| السنة        | المستضيف                            |                                                    | النهائي                                            | النهائي                                            | النهائي                                   |                                           | مباراة المركز الثالث                      | مباراة المركز الثالث | مباراة المركز الثالث  |
| السنة        | المستضيف                            | الفائز                                             | النتيجة                                            | الوصيف                                             | المركز الثالث                             | النتيجة                                   | المركز الرابع                             |                      |                       |
| ------------ | ----------------------------------- | -------------------------------------------------- | -------------------------------------------------- | -------------------------------------------------- | ----------------------------------------- | ----------------------------------------- | ----------------------------------------- | -------------------- | --------------------- |
| 1989 تفاصيل  | باربادوس                            |                                                    | · ترينيداد وتوباغو                                 | 2 – 1                                              | · غرينادا                                 |                                           | غوادلوب                                   | n/a                  | جزر الأنتيل الهولندية |
| 1990 تفاصيل  | ترينيداد وتوباغو                    | لم تكتمل البطولة · ( ترينيداد وتوباغو ضد مارتينيك) | لم تكتمل البطولة · ( ترينيداد وتوباغو ضد مارتينيك) | لم تكتمل البطولة · ( ترينيداد وتوباغو ضد مارتينيك) | لم تكتمل البطولة · ( جامايكا ضد باربادوس) | لم تكتمل البطولة · ( جامايكا ضد باربادوس) | لم تكتمل البطولة · ( جامايكا ضد باربادوس) |                      |                       |
| 1991 تفاصيل  | جامايكا                             | · جامايكا                                          | 2 – 0                                              | · ترينيداد وتوباغو                                 | · سانت لوسيا                              | 4 – 1                                     | · غيانا                                   |                      |                       |
| 1992 تفاصيل  | ترينيداد وتوباغو                    | · ترينيداد وتوباغو                                 | 3 – 1                                              | · جامايكا                                          | · مارتينيك                                | 1 – 1 (5–3 ر)                             | · كوبا                                    |                      |                       |
| 1993 تفاصيل  | جامايكا                             | · مارتينيك                                         | 0 – 0 (6–5 ر)                                      | · جامايكا                                          | · ترينيداد وتوباغو                        | 3 – 2                                     | · سانت كيتس ونيفيس                        |                      |                       |
| 1994 تفاصيل  | ترينيداد وتوباغو                    | · ترينيداد وتوباغو                                 | 7 – 2                                              | · مارتينيك                                         | غوادلوب                                   | 2 – 0                                     | · سورينام                                 |                      |                       |
| 1995 تفاصيل  | جزر كايمان · جامايكا                | · ترينيداد وتوباغو                                 | 5 – 0                                              | · سانت فينسنت والغرينادين                          | · كوبا                                    | 3 – 0                                     | · جزر كايمان                              |                      |                       |
| 1996 تفاصيل  | ترينيداد وتوباغو                    |                                                    | · ترينيداد وتوباغو                                 | 2 – 0                                              | · كوبا                                    |                                           | · مارتينيك                                | 1 – 1 (3–2 ر)        | · سورينام             |
| 1997 تفاصيل  | أنتيغوا وباربودا · سانت كيتس ونيفيس | · ترينيداد وتوباغو                                 | 4 – 0                                              | · سانت كيتس ونيفيس                                 | · جامايكا                                 | 4 – 1                                     | · غرينادا                                 |                      |                       |
| 1998 تفاصيل  | جامايكا · ترينيداد وتوباغو          |                                                    | · جامايكا                                          | 2 – 1                                              | · ترينيداد وتوباغو                        |                                           | · هايتي                                   | 3 – 2                | · أنتيغوا وباربودا    |
| 1999 تفاصيل  | ترينيداد وتوباغو                    |                                                    | · ترينيداد وتوباغو                                 | 2 – 1                                              | · كوبا                                    |                                           | هايتي · جامايكا                           | n/a                  |                       |
| 2001 تفاصيل  | ترينيداد وتوباغو                    | · ترينيداد وتوباغو                                 | 3 – 0                                              | · هايتي                                            | · مارتينيك                                | 1 – 0                                     | · كوبا                                    |                      |                       |
| 2005 تفاصيل  | باربادوس                            |                                                    | · جامايكا                                          | دورة روبن                                          | · كوبا                                    |                                           | · ترينيداد وتوباغو                        | دورة روبن            | · باربادوس            |
| 2007 تفاصيل  | ترينيداد وتوباغو                    | · هايتي                                            | 2 – 1                                              | · ترينيداد وتوباغو                                 | · كوبا                                    | 2 – 1                                     | غوادلوب                                   |                      |                       |
| 2008 تفاصيل  | جامايكا                             | · جامايكا                                          | 2 – 0                                              | · غرينادا                                          | غوادلوب                                   | 0 – 0 (5–4 ر)                             | · كوبا                                    |                      |                       |
| 2010 تفاصيل  | مارتينيك                            | · جامايكا                                          | 1 – 1 (5–4 ر)                                      | غوادلوب                                            | · كوبا                                    | 1 – 0                                     | · غرينادا                                 |                      |                       |
| 2012 تفاصيل  | أنتيغوا وباربودا                    |                                                    | · كوبا                                             | 1 – 0                                              | · ترينيداد وتوباغو                        |                                           | · هايتي                                   | 1 – 0                | · مارتينيك            |
| 2014 تفاصيل  | جامايكا                             | · جامايكا                                          | 0 – 0 (4–3 ر)                                      | · ترينيداد وتوباغو                                 | · هايتي                                   | 2 – 1                                     | · كوبا                                    |                      |                       |
| 2017 Details | مارتينيك                            |                                                    | · كوراساو                                          | 2–1                                                | · جامايكا                                 |                                           | · غويانا الفرنسية                         | 1–0                  | مارتينيك              |

## الملاحظات
1. ↑  No third place playoff was played. Third place was awarded based on table standings.
2. 1 2  Play was suspended when جماعة المسلمين في ترينيداد وتوباغو محاولة انقلاب جماعة المسلمين of the government of Trinidad and Tobago  [لغات أخرى]‏. The tournament was abandoned altogether after Tropical storm Arthur  [لغات أخرى]‏ forced the cancellation of the final round of games. Trinidad and Tobago were to meet Martinique in the final, and Jamaica and Barbados were to meet in the third place match.
3. ↑  The third place match was cancelled due to condition of field after the final was already played.
4. 1 2  Finals played in round-robin format.

## وصلات خارجية
- RSSSF archive